# Rittman
Rittman est une ville située dans les comtés de Wayne et de Médina, dans l’État de l’Ohio. Lors du recensement de 2010, sa population s’élevait à 6 491 habitants. Sa superficie totale est de 16,81 km2.

## Source
- (en) Cet article est partiellement ou en totalité issu de l’article de Wikipédia en anglais intitulé « Rittman, Ohio » (voir la liste des auteurs).